# Henk van Hout
Hendrik (Henk) van Hout (Balk, 30 april 1914 - 20 oktober 1993) was een Nederlands politicus van de CHU.
In 1932 begon hij zijn ambtelijke loopbaan als volontair bij de gemeentesecretarie van Gaasterland waar zijn vader, K. van Hout, sinds 1913 de gemeentesecretaris was. Drie jaar later ging hij als ambtenaar werken bij de gemeente Sloten en na een jaar bij de gemeente Huizen was hij vanaf 1940 werkzaam bij de gemeente Maassluis waar hij het bracht tot chef afdeling algemene zaken. In 1950 werd hij in navolging van zijn vader aangesteld als gemeentesecretaris en wel van Medemblik. In september 1958 volgde zijn benoeming tot burgemeester van Gramsbergen waarbij hij in Medemblik werd opgevolgd door Johan Buijnink; de latere burgemeester van Zwartsluis. Na bijna 21 jaar ging Van Hout daar in mei 1979 met pensioen. Eind 1993 overleed hij op 79-jarige leeftijd.
Drie broers van Van Hout werden ook burgemeester: Johannes in Hennaarderadeel (1945), Bauke in Marken (1952) en Thijs in Stavoren (1956).